# Skandiamäklarna
SkandiaMäklarna AB, är ett svenskt fastighetsmäklarföretag med cirka 500 anställda fördelade på nästan 100 kontor i Sverige, Spanien och Portugal. SkandiaMäklarna har funnits sedan 1980 och startade då med ett kontor på Östermalmstorg i Stockholm. Tolv år senare gick företaget över till franchiseverksamhet. SkandiaMäklarna förmedlar både privatboende och kommersiella fastigheter. 
VD är Andreas Moritz och styrelseordförande är Fredrik Helmstrand.
SkandiaMäklarna ägs sedan 2012 av Rickhard Löfgren, Henrik Arkelskog, Håkan Thelin, Peter Nelzen och Fredrik Helmstrand som även kontrollerar några franchisebolag i kedjan.
SkandiaMäklarna har inget samband med försäkringsbolaget/fondbolaget Skandia.